# Tabanus subsabuletorum
Tabanus subsabuletorum är en tvåvingeart som beskrevs av Olsufjev 1936. Tabanus subsabuletorum ingår i släktet Tabanus och familjen bromsar. Inga underarter finns listade i Catalogue of Life.